# Agra (Italie)
Pour les articles homonymes, voir Agra (homonymie).
Agra est une commune italienne de la province de Varèse dans la région Lombardie.

## Toponyme
Fait référence à l'expression lombarde agra: érable, du latin acer, dont le féminin est acra.

## Culture

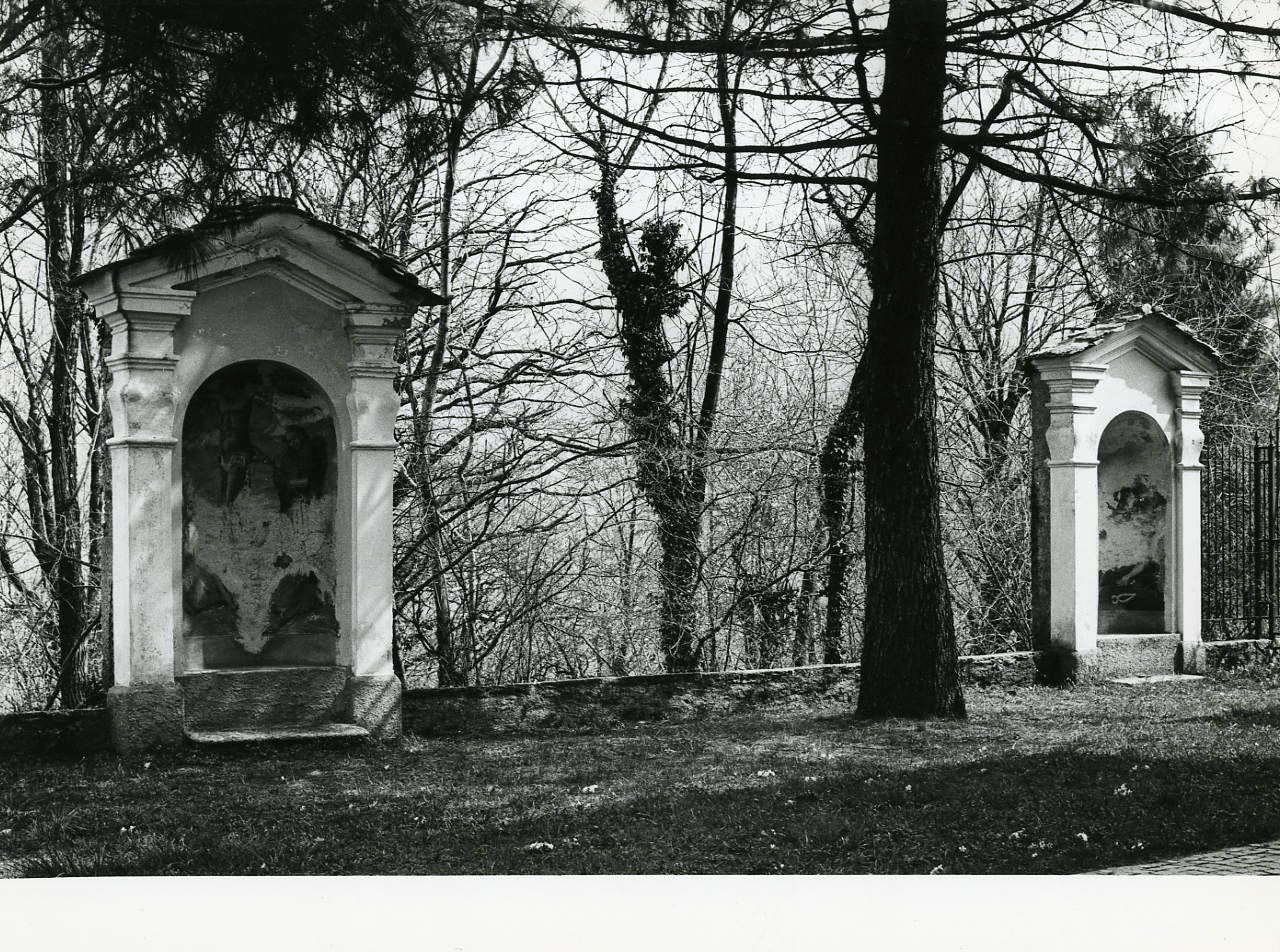
Via crucis de Agra en 1979 par Paolo Monti (Fondo Paolo Monti, BEIC).

## Administration
| Période                                  | Période  | Identité         | Étiquette | Qualité |
| ---------------------------------------- | -------- | ---------------- | --------- | ------- |
| 8/06/2009                                | En cours | Andrea Ballinari |           |         |
| Les données manquantes sont à compléter. |          |                  |           |         |

### Hameaux
Gaggio, Madonna della Lupera, Bedorè